# Elezioni parlamentari in Grecia del 1990
Le elezioni parlamentari in Grecia del 1990 si tennero l'8 aprile per il rinnovo del Parlamento ellenico. Esse videro la vittoria di Nuova Democrazia di Kōnstantinos Mītsotakīs, che divenne Primo ministro.

## Risultati
| Liste                                                                 | Voti      | %     | Seggi |
| --------------------------------------------------------------------- | --------- | ----- | ----- |
| Nuova Democrazia                                                      | 3 088 137 | 46,89 | 150   |
| Movimento Socialista Panellenico                                      | 2 543 042 | 38,61 | 123   |
| Coalizione della Sinistra, dei Movimenti e dell'Ecologia              | 677 059   | 10,28 | 19    |
| Ecologisti Alternativi                                                | 50 868    | 0,77  | 1     |
| Rinnovamento Democratico                                              | 44 077    | 0,67  | 1     |
| Corrente della Nuova Sinistra per la Liberazione Comunista            | 14 365    | 0,22  | –     |
| Partito Comunista di Grecia dell'Interno - Sinistra Rinnovatrice      | 8 827     | 0,13  | –     |
| Movimento Ecologico Democratico Greco                                 | 7 694     | 0,12  | –     |
| Unione Politica Nazionale                                             | 6 641     | 0,10  | –     |
| Altri <0,10%                                                          | 31 686    | 0,48  | –     |
| Totale liste nazionali                                                | 6 472 396 | 98,27 | 294   |
| Fiducia (Rodopi)                                                      | 29 547    | 0,45  | 1     |
| Cooperazione (Samo)                                                   | 17 098    | 0,26  | 1     |
| Sorte (Xanthi)                                                        | 16 434    | 0,25  | 1     |
| Cooperazione Democratica per il Progresso Sociale (Cefalonia e Itaca) | 13 700    | 0,21  | 1     |
| Iniziativa per lo Sviluppo e il Progresso (Zante)                     | 12 961    | 0,20  | 1     |
| Iniziativa Democratica per il Progresso e lo Sviluppo (Euritania)     | 12 707    | 0,19  | –     |
| Cooperazione Progressista Democratica (Leucade)                       | 10 395    | 0,16  | 1     |
| Indipendenti                                                          | 802       | 0,01  | –     |
| Totale                                                                | 6 586 040 | 100   | 300   |